# São Félix (Marabá)
Rodovia BR-222 cortando parte do centro comercial do núcleo, no bairro de São Félix III, em 2010.
São Félix é um núcleo urbano do município de Marabá, sendo um dos seis componentes do distrito-sede marabaense. No ano de 2000, a prefeitura de Marabá estimou sua população em 8367 habitantes. É o quarto mais populoso núcleo urbano de Marabá, e há mais de uma década, é o que registra os maiores índices de crescimento populacional em Marabá.
É uma das áreas de ocupação mais antiga do município, tendo esta iniciada na década de 1930. No plano diretor de 2006 foi convertido em um distrito, porém, na revisão do plano diretor de 2018, voltou a figurar somente como núcleo.

## Histórico
A história do São Félix relaciona-se em sua fundação com fatores históricos e geoeconômicos marcantes para o município de Marabá. O primeiro são as enchentes que anualmente atingem Marabá, deixando grande parte da Velha Marabá (centro histórico do município) alagada. O segundo fator foram os ciclos econômicos das gemas (diamantes e cristais) e do extrativismo vegetal (castanha e caucho), e a posição geográfica estratégica que o núcleo dispunha em relação aos depósitos minerais e vegetais.

### Vilarejo de garimpeiros: 1937-1950
A descoberta dos depósitos de gemas de diamante e cristal de rocha no leito do rio Tocantins e nos lagos do Paleo-Canal do Tocantins nas proximidades de Marabá, em setembro de 1937, fez ocorrer uma intensa imigração de garimpeiros e comerciantes para a região.
Embora próximos da cidade de Marabá (à época restrita somente a Velha Marabá e uma pequena fração do bairro do Amapá), os depósitos minerais exigiam alguma infraestrutura básica em áreas mais próximas a estes. Desta forma, os garimpeiros e comerciantes de pedras preciosas, montam seus acampamentos próximo aos "pedrais de São Félix" e do "Espírito Santo", onde havia a lavra de tais gemas. Surge então, o povoado de São Félix de Valois, nome dado em homenagem à Félix de Valois, santo padroeiro de Marabá.
A lavra torna os acampamentos dos garimpeiros um centro economicamente dinâmico, concentrado todo tipo de estabelecimentos comerciais e de lazer (bares, restaurantes, bordéis, etc), além de hotéis e outros serviços.
Foi em São Félix, na década de 1940, que surgiu a primeira associação de classe do município de Marabá, a Associação dos Garimpeiros. As pressões da associação obrigaram o governo federal a instalar na localidade a um posto de assistência do Ministério do Trabalho (que depois tornou-se a Fundação de Assistência ao Garimpeiro-FAG), demonstrando assim a elevada influência da vila à época. Neste período surge um vilarejo próximo ao São Félix, a Vila do Espírito Santo, que também concentrava garimpeiros. Ambos possuíam escolas, postos de saúde e postos de negociação mineral.
Com a mecanização da lavra, que passou a utilizar bombas para secar os lagos do Paleo-Canal do Tocantins, cujo leito havia muitas gemas, a escala produtiva de diamantes e cristais aumentou substancialmente. A partir de 1940 os garimpos de diamantes passam a utilizar escafandros para prospecção e extração submersa. A extração desenfreada precipitou a exaustão das gemas no Tocantins. Após o fim da 2ª Guerra Mundial, a produção dos garimpos cai, até que nos fins da década de 1950 praticamente inexiste, levando a vila a uma profunda crise.
Mesmo com a crise, a vila de São Félix servia como área de abrigo durante as enchentes que atingem a Velha Marabá anualmente.

### Da década de 1950 à de 1970
A queda na produção de gemas a partir de 1950 deixou o povoado de São Félix em situação econômica difícil. Muitos dos estabelecimentos comerciais fecharam. Houve um esvaziamento populacional, com grande parte dos antigos moradores mudando-se para a Velha Marabá.
Na década de 1950, São Félix tornou-se uma vila de pescadores e extratores silvícolas, recuperando parte de sua importância econômica. Graças a sua localização, dentro das terras dos povos Gavião, havia grande abundância de recursos vegetais em seu entorno, entretanto a relação entre indígenas e extrativistas era conflituosa.
Já na década de 1960, tanto a vila de São Félix, quanto a vila do Espírito Santo haviam se recuperado economicamente, sendo assim de vital importância para Marabá. Estabeleceu-se um ciclo econômico vinculado aos castanhais dos territórios indígenas. A importante Fundação de Assistência ao Garimpeiro (FAG), porém, encerrou suas atividades.

### Década de 1970: a rodovia e o porto da balsa
Em 1969 acontece a maior mudança estrutural do então vilarejo. Neste ano é inaugurada a PA-70 (atual BR-222), que fazia sua travessia de balsas exatamente na vila de São Félix. A rodovia ligava o Porto das Balsas do São Félix ao Porto das Pedras do Tocantins (na margem oposta, o atual bairro da Folha 08), que por sua vez conectava-se por um pequeno trecho rodoviário com a Velha Marabá. Foi o primeiro tronco de ligação do sudeste do Pará com o restante do Brasil.
O sistema de balsas entre os dois pequenos portos que ligava o São Félix à futura área da Nova Marabá deu uma enorme dinâmica comercial e de serviços à vila de São Félix na década de 1970. Em pouco tempo, a vila já superava a população pré-crise dos diamantes em 1947.

### Expansão: ponte e novos bairros
Em janeiro de 1984 é iniciada a construção da Ponte Mista de Marabá, que viria servir para escoar a produção mineral pela Estrada de Ferro Carajás, além de servir como travessia rodoviária, em substituição a travessia por balsas. Em 28 de fevereiro de 1985 a Ponte Mista é inaugurada, ligando por rodovia pela primeira vez a vila de São Félix e a Nova Marabá, e desta última à Velha Marabá, até então a centralidade da cidade. A construção da Ponte Mista permitiu um maior fluxo de pessoas, mercadorias e serviços os núcleos.

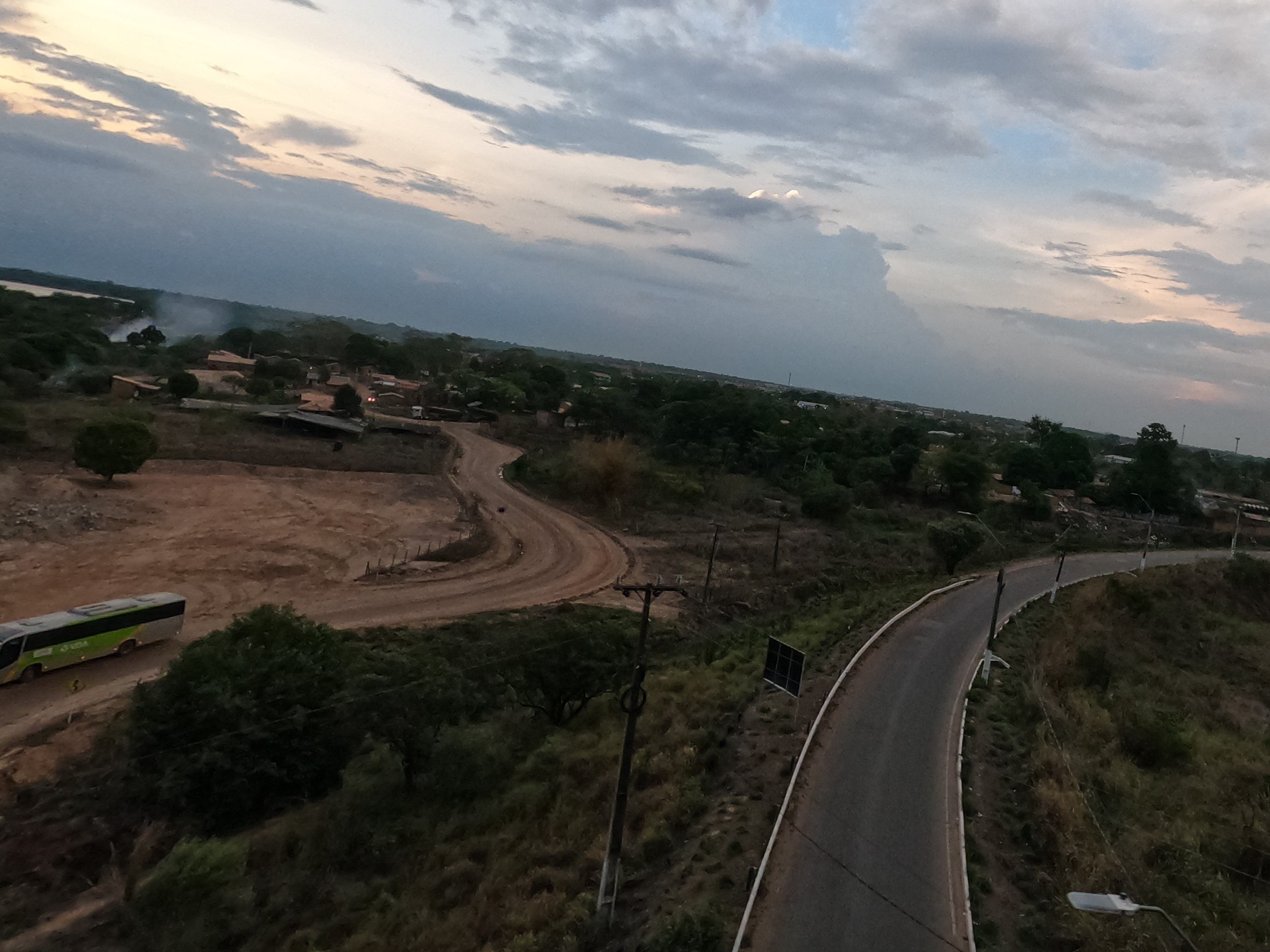
Vista de São Felix desde a Ponte Mista

Em 1987 surge a primeira ocupação fora dos limites do que hoje é conhecido como São Félix Pioneiro (ou São Félix I), dando assim início ao atual bairro do São Félix II. Este novo bairro caracteriza-se pela ocupação ao longo da rodovia e pela não vulnerabilidade à enchentes (parte do São Félix Pioneiro é afligido por enchentes). Em 1989 são iniciadas as primeiras ocupações na área do atual bairro São Félix III, também caracterizado por sua ocupação ao logo da rodovia e da grande distância em relação ao rio Tocantins.
Na década de 1990 as ocupações de São Félix I, II, e III são finalmente integradas à grade municipal, sendo reconhecidas como bairros. Ao mesmo tempo, são estabelecidas as primeiras linhas regulares de transporte urbano (ônibus coletivo) ligado os três bairros à Velha Marabá.
A partir do ano 2000 inicia-se a ocupação na área que hoje é conhecida como Novo São Félix, e desde 2006 são organizados os primeiros empreendimentos residências particulares, com destaque neste sentido aos bairros Novo Progresso, Vale do Tocantins, Francolândia e Paris.

## Grade urbana

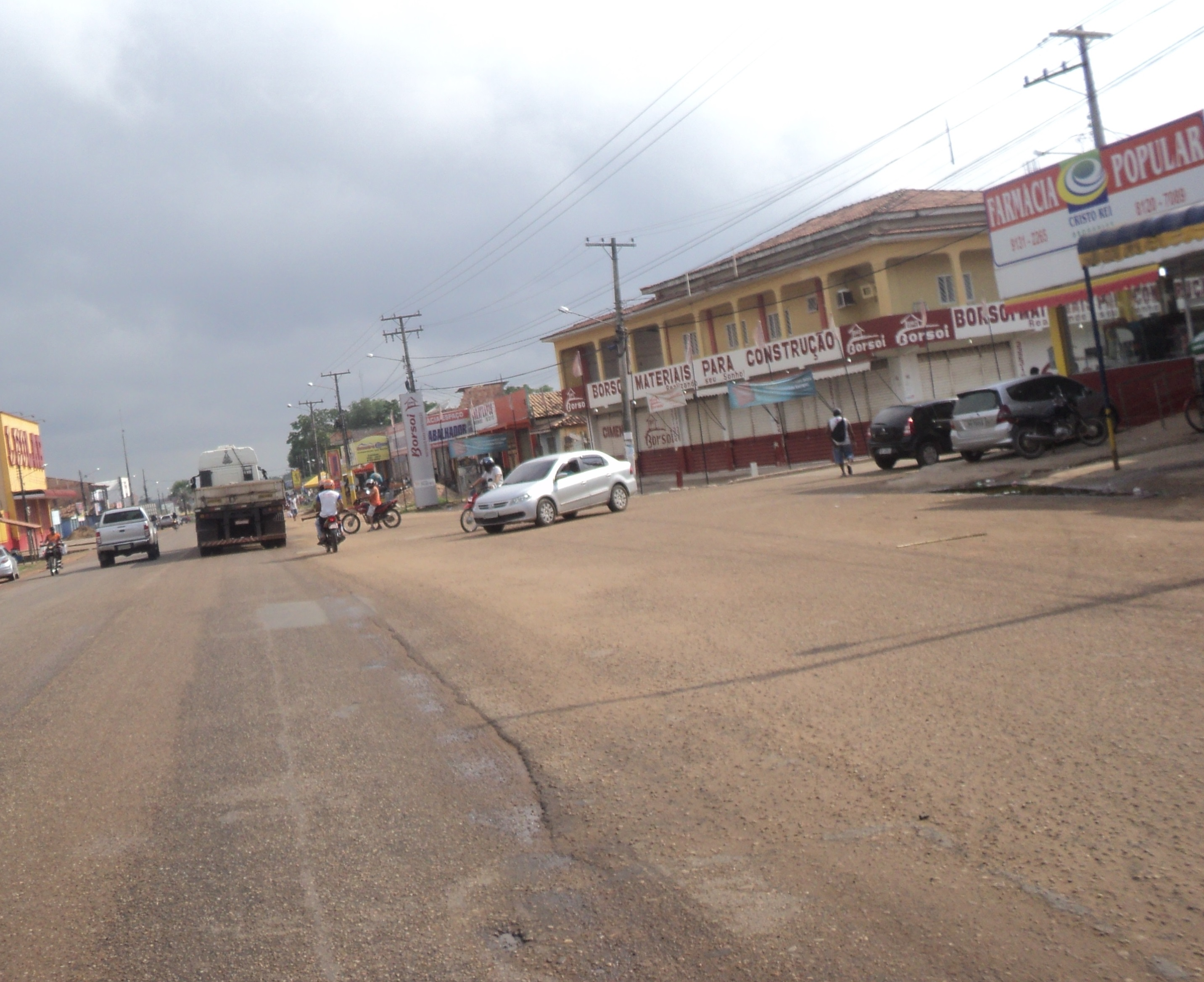
Rodovia BR-222 cortando parte do centro comercial do núcleo, no bairro de São Félix III, em 2010.

Assim como o núcleo da Cidade Nova, seu povoamento beneficiou-se da topografia, grande porção não vulnerável à enchentes anuais, e pelo parcelamento em quadrícula.
Em 2006, o plano diretor municipal elevou oficialmente a área de São Félix à categoria de distrito, dando a este a definição de "distrito de expansão". Porém, com a reconversão do São Félix em um núcleo (em 2018), na revisão do plano diretor, houve a definição de três áreas de ocupação distintas:
1. área em consolidação;
2. área de recuperação e qualificação;
3. área de expansão.

O núcleo do São Félix não dispõe de uma centralidade bem definida e homogênea, mas sim áreas intercaladas em formação. Em geral considera-se que o centro comercial está no trecho da BR-22 entre os bairros São Félix II e III, irradiando-se timidamente pela avenida Magalhães Barata (inclusive para dentro do bairro Novo Progresso) e para a avenida General Zacarias Assunção. Há um centro da avenida Belém-Brasília, no São Félix Pioneiro, mas ainda mais tímido que os demais.

### Área em consolidação: zona mista residencial e comercial
A área em consolidação é composta pelos bairros de São Félix II, São Félix III e Novo Progresso; o ultimo um bairro planejado, inserido nas disposições do antigo programa Minha Casa, Minha Vida.

### Área de recuperação e qualificação: periferias
A área periférica do São Félix corresponde aos demais bairros do núcleo, aglomerados nas bordas das áreas em consolidação, caracterizadas como território em processo de recuperação e qualificação. Há uma relativa divisão entre essas áreas, sendo: as mais antigas dispondo de alguns serviços básicos, como é o caso do São Félix Pioneiro, Geladinho ou o Vale do Tocantins (bairro residencial recente do antigo programa Minha Casa, Minha Vida), e; as áreas recentemente povoadas ainda muito carentes de recursos, como é o caso dos bairros Novo São Félix, Norte, Francolândia e Magalhães — este deveria ser um bairro residencial inserido no antigo programa Minha Casa, Minha Vida, mas que foi abandonado pelo governo federal em 2017.

### Área de expansão
Por fim, no núcleo São Félix há as áreas de expansão ordenada (loteamentos/condomínios) que prevalecem ao norte do perímetro. Foram oficialmente anexadas a partir do plano diretor de 2006, reforçado em 2018.
Constam nesta categoria os empreendimento particulares (loteamentos e bairros residenciais) Paris e Parque do Araguaia e o condomínio fechado Mirante.